# Lindauski svetilnik
Lindauski svetilnik (nemško Lindauer Leuchtturm) je najjužnejši svetilnik v Nemčiji, v Lindauu ob Bodenskem jezeru. Visok je 33 metrov in ima obseg 24 metrov ob svojem dnu. V njem je tudi ura.

## Zgodovina
Svetilnik je bil zgrajen od leta 1853 do 1856 pri zahodnem pomolu na vhodu v pristanišče Lindau in je bil prvič prižgan 4. oktobra 1856. Nasledil je svetlobno postajo v stolpu Mangturm iz leta 1230.

## Svetloba in optika
V prvih letih delovanja je luč nastajala z odprtim oljnim ognjem. Takrat je moral čuvaj vzdrževati ogenj v velikih ponvah in upravljati z zvoncem za meglo. Kurivo so kasneje zamenjali za kerozin in nato plin.
Od leta 1936 je stolp deloval na električni pogon, v zgodnjih 1990-ih pa je bil avtomatiziran. Ladje na zahtevo prižgejo luč z radijskimi signali.
Svetlobna karakteristika je ena bliskavica vsake tri sekunde, ki jo ustvarita dva vrteča se parabolična reflektorja.

## Trenutno stanje
Svetilnik in celotno pristanišče Lindau sta bila prvotno zgrajena za železniško linijo Ludwig-Süd-Nord-Bahn Kraljeve bavarske državne železnice (Königliche Bayerische Staats-Eisenbahnen or K.Bay.Sts.B.), kasneje pa jo je upravljal oddelek za ladijski promet za Bodensko jezero Deutsche Bahn. Sčasoma je bilo pristanišče leta 2002 skupaj s pomorsko družbo Bodensee-Schiffsbetriebe GmbH prodano mestnemu podjetju Konstance. Po več letih pogajanj je bilo pristaniško območje in s tem svetilnik aprila 2010 prenesen v mesto Lindau. Odprt je za obiskovalce, ki lahko najdejo informacije o lokalni favni in flori ter o ladijskem prometu Bodenskega jezera.
Svetilnik je priljubljena tema za fotografije (s severne strani pristanišča skupaj z "Bavarskim levom na drugi strani vhoda v pristanišče).